# ديك غرينوود
ديك غرينوود (بالإنجليزية: Dick Greenwood)‏ هو لاعب اتحاد الرغبي بريطاني، ولد في 11 سبتمبر 1940 في ماكليسفيلد في المملكة المتحدة.

## وصلات خارجية
- ديك غرينوود عل موقع إسبنسكروم (الإنجليزية)